# Ann Sheridan
Ann Sheridan (właśc. Clara Lou Sheridan; ur. 21 lutego 1915 w Denton, zm. 21 stycznia 1967 w Los Angeles) – amerykańska aktorka filmowa i telewizyjna oraz piosenkarka.

## Życiorys
W czasie gdy uczyła się w college, jej siostra wysłała jej fotografię do Paramount Pictures na konkurs poszukiwania nowych twarzy do filmu. Wygrała ten konkurs i dostała zaproszenie na zdjęcia próbne, po których porzuciła college, aby poświęcić się karierze w Hollywood.
Zadebiutowała w filmie, gdy miała 19 lat, w roli dla zwyciężczyni konkursu. Przez dwa lata w Paramount grywała niewielkie komediowe role. W 1936 zmieniła wytwórnię na Warner Bros. i zaczęła występować jako Ann Sheridan.
Zaczęła dostawać więcej ról, a wraz z nimi pozytywne opinie krytyków i przychylność publiczności, za takie filmy jak: Aniołowie o brudnych twarzach (Angels With Dirty Faces, 1938) z Jamesem Cagneyem i Humphreyem Bogartem), po którym z dnia na dzień zdobyła popularność, Dodge City, 1939) z Errolem Flynnem i Olivią De Havilland, Torrid Zone, 1940) z Cagneyem, z bardzo dobrymi opiniami krytyki i Nocna wyprawa (They Drive by Night, 1940) z George'em Raftem, Bogartem i Idą Lupino, Człowiek, który przyszedł na obiad (Man Who Came to Dinner, 1942) z Bette Davis) oraz (Kings Row, 1942) z Ronaldem Reaganem, Robertem Cummingsem i Betty Field.
Pomimo niewątpliwego sukcesu, jej kariera zaczęła się kończyć. Ostatnim znaczącym filmem była komedia Howarda Hawksa z Cary Grantem Byłem wojenną narzeczoną (I Was A Male War Bride, 1949). W latach 50. borykała się z brakiem propozycji i rzadko grała.
W latach 60. zaczęła pojawiać się w telewizji w operze mydlanej Inny świat i serialu Pistols 'n' Petticoats.
Niedługo potem zaczęła chorować na raka przełyku i wątroby do czego przyczyniło się wieloletnie palenie papierosów. Zmarła w Los Angeles, mając niespełna 52 lata.
Była zamężna cztery razy, ale nie miała dzieci.
Za wkład dla przemysłu filmowego otrzymała swoją gwiazdę w alei sław Hollywood Walk Of Fame at 7024 na Hollywood Boulevard.

## Filmografia
- 1934 Come on Marines – Loretta
- 1934 Ladies Should Listen – Adele
- 1934 Kiss and Make Up – Kosmetyczka
- 1934 Ready for Love
- 1934 Behold My Wife – Mary White
- 1934 Mrs. Wiggs of the Cabbage Patch – epizod
- 1934 You Belong to Me – Pierwsza dziewczyna
- 1934 Search for Beauty – Teksańska piękność
- 1934 Bolero – epizod
- 1935 Enter Madame – Epizod
- 1935 Home on the Range – Piosenkarka
- 1935 Fighting Youth – Carol Arlington
- 1935 The Glass Key – Pielęgniarka
- 1935 The Red Blood of Courage – Beth Henry
- 1935 Rocky Mountain Mystery – Rita Ballard
- 1935 Car 99 – Mary Adams
- 1937 Alcatraz Island – Flo Allen
- 1937 Czarny legion (Black Legion) – Betty Grogan
- 1937 San Quentin – May Kennedy
- 1937 The Great O'Malley – Judy Nolan
- 1937 She Loved a Fireman – Margie Shannon
- 1937 The Footloose Heiress – Kay Allyn
- 1937 Wine, Women and Horses – Valerie
- 1937 Sing Me a Love Song – Lola Parker (sceny usunięte)
- 1938 Aniołowie o brudnych twarzach (Angels with Dirty Faces) – Larry Ferguson
- 1938 Kowboj z Brooklynu (Cowboy from Brooklyn) – Maxine Chadwick
- 1938 Broadway Musketeers – Fay Reynolds Dowling
- 1938 Letter of Introduction – Lydia Hoyt
- 1938 Little Miss Thoroughbred – Madge Perry Morgan
- 1938 Mystery House – Sarah Keate
- 1938 The Patient in Room – Siostra Sara Keate
- 1939 They Made Me a Criminal – Goldie West
- 1939 Dodge City – Ruby Gilman
- 1939 Indianapolis Speedway – Frankie Merrick
- 1939 Naughty But Nice – Zelda Manion
- 1939 Winter Carnival – Jill Baxter
- 1939 The Angels Wash Their Faces – Joy Ryan
- 1940 Nocna wyprawa (They Drive by Night) – Cassie Hartle
- 1940 City for Conquest – Peggy 'Peg' Nash
- 1940 It All Came True – Sarah Jane 'Sal'/'Sally' Ryan
- 1940 Torrid Zone – Lee Donley
- 1940 Castle on the Hudson – Kay Manners
- 1941 Honeymoon for Three – Anne Rogers
- 1941 Navy Blues – Marge 'Margie' Jordan
- 1942 Człowiek, który przyszedł na obiad (Man Who Came to Dinner) – Lorraine Sheldon
- 1942 Kings Row – Randy Monaghan
- 1942 George Washington spał tutaj (George Washington Slept Here) – Connie Fuller
- 1942 Wings for the Eagle – Roma Maple
- 1942 Juke Girl – Lola Mears
- 1943 Thank Your Lucky Stars – ona sama
- 1943 Na progu ciemności (Edge of Darkness) – Karen Stensgard
- 1944 The Doughgirls – Edna Stokes
- 1944 Shine On, Harvest Moon – Nora Bayes
- 1946 One More Tomorrow – Christie Sage
- 1947 The Unfaithful – Chris Hunter
- 1947 Nora Prentiss – Nora Prentiss
- 1948 Silver River – Georgia Moore
- 1948 Good Sam – Lucille 'Lu' Clayton
- 1949 Byłem wojenną narzeczoną (I Was a Male War Bride) – Porucznik Catherine Gates
- 1950 Stella – Stella
- 1950 Woman on the Run – Eleanor Johnson
- 1952 Just Across the Street – Henrietta Smith
- 1952 Steel Town – 'Red' McNamara
- 1953 Appointment in Honduras – Sylvia Sheppard
- 1953 Take Me to Town – Vermilion O'Toole (Mae Madison)
- 1956 The Opposite Sex – Amanda Penrose
- 1956 Come Next Spring – Bess Ballot
- 1957 Woman and the Hunter – Laura Dodds
- 1958 The Time of Your Life – Mary L.
- 1964-1999 Inny świat (Another World) – Kathryn Corning (1965-1966)
- 1966 Pistols 'n' Petticoats – Henrietta Hanks (1966-1967)
- 1967 The Far Out West – Henrietta Hanks